# Enicospilus wenesubae
Enicospilus wenesubae är en stekelart som först beskrevs av Cheesman 1936.  Enicospilus wenesubae ingår i släktet Enicospilus och familjen brokparasitsteklar. Inga underarter finns listade i Catalogue of Life.